# LDN (Lied)
LDN (Abkürzung für: London) ist ein Lied der britischen Popsängerin Lily Allen. Der Song wurde am 25. September 2006 als zweite Singleauskopplung aus Allens Debütalbum Alright, Still veröffentlicht. Der Song wurde zunächst nur als Promo-Single gemeinsam mit seiner B-Seite Knock ’em Out veröffentlicht, wurde aber im Nachgang als offizielle Single veröffentlicht.

## Hintergrund
Im Lied geht es um Allens Heimatstadt London. Sie singt darüber, dass alles auf den ersten Blick nett aussehe, aber wenn man genauer hinsehe, seien es nur Lügen.

„When you look with your eyes

everything seems nice

But if you look twice, you can see it’s all lies“

LDN wurde als Soundtrack für den Film Nanny Diaries und im Trailer für Happy-Go-Lucky verwendet.

## Single-Titelliste
- CD-Single:

1. LDN – 3:13
2. Nan, You’re a Window Shopper – 2:59

- 7″-Vinyl:

1. LDN – 3:13
2. Knock ’Em Out – 2:54

## Musikvideo
Zu LDN wurden zwei offizielle Musikvideos gedreht. Das erste zeigt Lily Allen mit dem Fahrrad durch London fahren. Man sieht hier mehr die positiven Dinge von London. Das Zweite passt sich eher dem Text des Liedes an. Man sieht Allen hierbei durch London gehen. Vor ihr sieht alles positiv aus, aber sobald sie vorbeigeht, wird mittels eines visuellen Effekts die Realität gezeigt.

## Rezeption

### Rezensionen
Das Rolling Stone wählte LDN auf Platz 30 der „Songs des Jahres 2007“.

### Chartplatzierungen
LDN avancierte mit Rang sechs zum Top-10-Hit im Vereinigten Königreich. Darüber hinaus erreichte es Rang 88 in der Schweiz.
| ChartsChartplatzierungen     | Höchstplatzierung | Wochen |
| ---------------------------- | ----------------- | ------ |
| Schweiz (IFPI)               | 88 (2 Wo.)        | 2      |
| Vereinigtes Königreich (OCC) | 6 (17 Wo.)        | 17     |

### Auszeichnungen für Musikverkäufe
| Land/Region                  | Auszeichnungen für Musikverkäufe (Land/Region, Auszeichnung, Verkäufe) | Verkäufe |
| ---------------------------- | ---------------------------------------------------------------------- | -------- |
| Vereinigtes Königreich (BPI) | Platin                                                                 | 600.000  |
| Insgesamt                    | 1× Platin ·                                                            | 600.000  |